# (466553) 2014 SZ318
(466553) 2014 SZ318 es un asteroide perteneciente al cinturón de asteroides, descubierto el 18 de noviembre de 2006 por el equipo Spacewatch desde el Observatorio Nacional de Kitt Peak (Arizona, Estados Unidos).